# Diocèse de Wichita
Le diocèse de Wichita (en latin : Diocoesis Wichitenssis) est un territoire ecclésisastique de l'Église catholique aux États-Unis d'Amérique, suffragant de l'archidiocèse de Kansas City. Son siège est la cathédrale de l'Immaculée-Conception de Wichita dans le Kansas. 

## Statistiques
- Fidèles en 2010 : 125 150 baptisés sur 979 000 habitants, 90 paroisses
- 216 prêtres en 1966 (dont 46 réguliers), un prêtre pour 398 baptisés
- 117 prêtres en 2010 (dont un régulier), un prêtre pour 1 069 baptisés